# Route nationale 75
Die Route nationale 75, kurz N 75 oder RN 75, war eine französische Nationalstraße. In ihrer größten Ausdehnung war sie 325 km lang und verband Tournus im Norden mit Sisteron im Süden.

## Geschichte
Die Straße existierte von 1824 bis 2006, als sie komplett als Nationalstraße RN 75 in den Verantwortungsbereich der Departements (Kürzel D ####) abgestuft wurde.
Ab 1824 verlief sie von Tournus nach Aspres-sur-Buëch. Dies geht auf die Route impériale 93 zurück. Ebenso erhielt sie einen Teilabschnitt der route impériale 103. Ihre Länge betrug 282,5 Kilometer. 1842 wurde sie bis zur N93 nördlich von Serres verlängert. Die Länge wuchs um 8 Kilometer. 1949 wurde sie bis zur N85 nördlich von Sisteron verlängert. Dazu übernahm sie die Trasse der N93. Die Länge betrug nun 323 Kilometer.
1973 wurde der Abschnitt zwischen Tournus und der N79 abgestuft, die N79 übernahm 1978 den Abschnitt der N75 bis Bourg-en-Bresse, der sie bis dahin unterbrach. Die N75 verlief über den Col de la Croix-Haute, der eine Höhe von 1179 Meter über NN hat. Ab 1943 wurde die N75 westlich um Voreppe geführt. Von ihrer alten Trasse übernahm die N520A den südlichen Teil; aus dem nördlichen wurde die N520E gebildet. Eine weitere Änderung erfuhr die Straße in den 1970er Jahren, wo sie südlich von Lagnieu schon über die Rhône geführt wurde, um dann von dort auf der anderen Flussseite weiterzulaufen. Die Ortsdurchfahrt von Saint-Sorlin-en-Bugey wurde abgestuft.

## N1075
Die N1075 war von 1992 bis 2006 ein Seitenast der N75, der von dieser Voiron westlich umgehend zur Anschlussstelle 10 der A48 verlief. Er trägt heute die Nummer D1076. Gegenwärtig erfolgt die Verwendung der Nummer N1075 für ein Seitenast der A75 beginnend an der Anschlussstelle 39 und endend an der D809.

## N2075
Die N2075 war von 1933 bis 2006 ein Seitenast der N75, der aus dieser als Ortsdurchfahrt von Langieu entstand, als diese auf neu in Betrieb genommene Westumgehung verlegt wurde. Sie trägt heute die Nummer D20A.